# 대한민국 형법 제338조
대한민국 형법 제338조는 강도살인에 대한 형법각칙의 조문이다. [전문개정 1995.12.29]

## 조문
제338조(강도살인·치사) 강도가 사람을 살해한 때에는 사형 또는 무기징역에 처한다. 사망에 이르게 한 때에는 무기 또는 10년 이상의 징역에 처한다.

## 참고 문헌
- 김재윤, 손동권, 새로운 형법각론, 율곡출판사, 2013. ISBN 978-89-974283-4-2

## 같이 보기
- 대한민국 형법 제335조
- 야간주거침입죄
- 준특수강도죄
- 강도치상죄